# Aechmea downsiana
Espèce
Classification phylogénétique
Aechmea downsiana est une espèce de plantes de la famille des Bromeliaceae, endémique de Trinité-et-Tobago.

## Distribution
L'espèce est endémique du mont Chaguaramal sur l'île de la Trinité à Trinité-et-Tobago.

## Description
L'espèce est épiphyte.